# Dôme de la Sache
Dôme de la Sache – szczyt w Alpach Graickich, części Alp Zachodnich. Leży we wschodniej Francji w regionie Owernia-Rodan-Alpy. Należy do masywu Vanoise. Szczyt można zdobyć ze schroniska Refuge du Mont Pourri (2374 m) lub Refuge de Turia (2427 m). Należy do Parku Narodowego Vanoise.